# Powiat liski (Galicja)
Powiat liski (także lisecki) – dawny powiat kraju koronnego Królestwo Galicji i Lodomerii, istniejący w latach 1867–1918.
Siedzibą c.k. starostwa było Lisko. Powierzchnia powiatu w 1879 roku wynosiła 18,9846 mil kw. (km²), a ludność 69 873 osoby. Powiat liczył 161 osad, zorganizowanych w 157 gmin katastralnych.
Na terenie powiatu działały 4 sądy powiatowe – w Lisku, Ustrzykach Dolnych, Baligrodzie i Lutowiskach.

## Starostowie powiatu
- Franciszek Tichy (1871)
- Ferdinand Bissacchini (ok. 1871–1874)[2][3][4]
- Emil Krawczykiewicz (1879 – przynajmniej 1886[5][6])
- Karol Franz (1890–1894)[7]
- Franciszek Szałowski (1895 –)[8]
- Adam Bal (od 1909 kierownik, od 1911 do 1912 starosta)[9]

## Komisarze rządowi
- Józef Studziński (1871–1882, 1890)

## Komisarze powiatowi
- Ludwik Smalawski (1917)[10]

## Rada powiatowa

### Wybory w 1874
Rada powiatowa
Członkowie z grupy gmin wiejskich (m.in.): Edmund Krasicki, Teofil Żurowski.